# Heinrich Borwin III. (Mecklenburg)

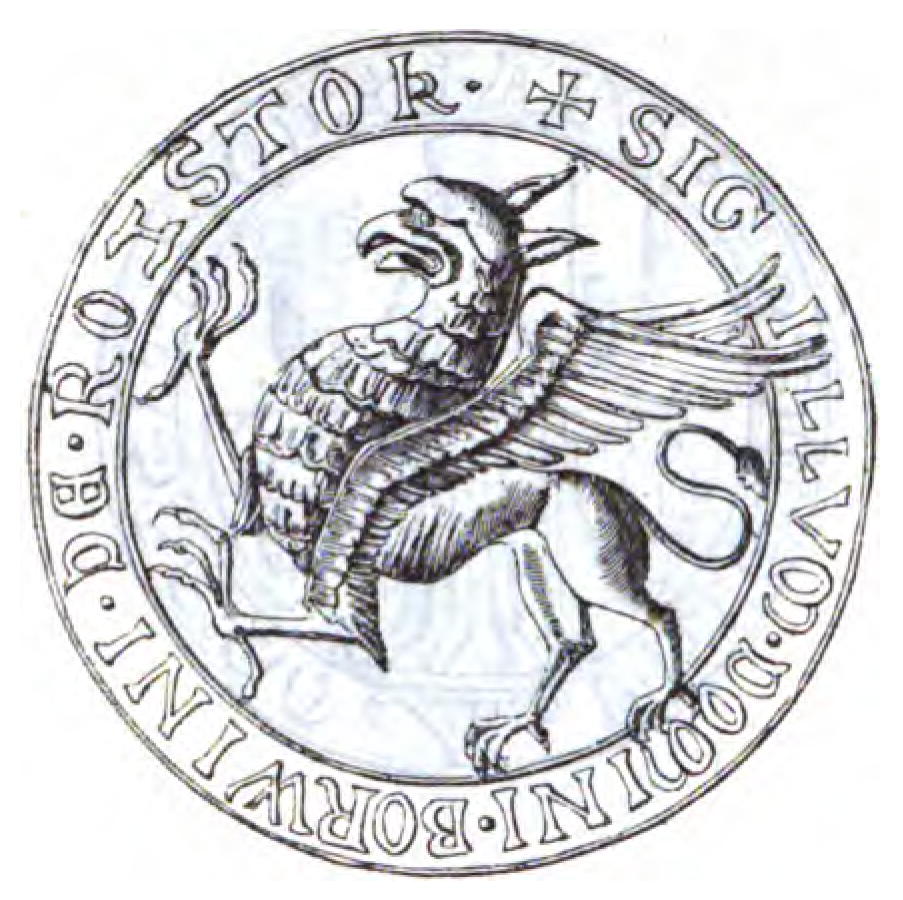
Siegel von Heinrich Borwin III., 1237

 Heinrich Borwin III. (* um 1220; † nach 1279) war 1227 zusammen mit seinen Brüdern und von 1234 bis 1266 alleiniger Herr zu Rostock. Bis 1234 hatte sein Bruder Nikolaus I. von Werle die Regentschaft übernommen.
Er war der zweitjüngste Sohn von Heinrich Borwin II. Nach der Landesteilung wurde ihm die Herrschaft Rostock bestehend aus den Vogteien Rostock, Ribnitz und Sülze / Marlow zugesprochen. Die Herrschaft befand sich unter sächsischer Lehenshoheit. Im Krieg gegen Pommern gewann er im Jahr 1236 aus dem Land Zirzipanien die Vogtei Kalen hinzu. Nach der Entmachtung seines Bruders Pribislaw I. kamen als Bestandteil der Herrschaft Parchim-Richenberg noch die Vogtei Gnoien unter seine Kontrolle. Er half Dänemark im Krieg gegen Holstein.
Innenpolitisch geriet Heinrich Borwin in Konflikt mit der aufstrebenden Stadt Rostock. An ihrem Widerstand scheiterte der dortige Bau einer landesherrlichen Burg.
Wohl infolge eigener Erblindung übertrug Heinrich Borwin im Jahr 1266 die Regierungsgeschäfte vollständig seinem Sohn Waldemar, lebte aber zurückgezogen wohl noch im Jahr 1279.
Seit 1237 war er mit Sophie von Schweden († vor 24. Juni 1241), Tochter des Königs Erich X. verheiratet. Er wurde in Bad Doberan beerdigt.

## Kinder
- Johann († vor 27. Oktober 1266), Mitregent des Vaters seit 1262
- Waldemar, Herr von Rostock (1266–1282)
- Heinrich, jung gestorben
- Erich, jung gestorben